# Fővám tér

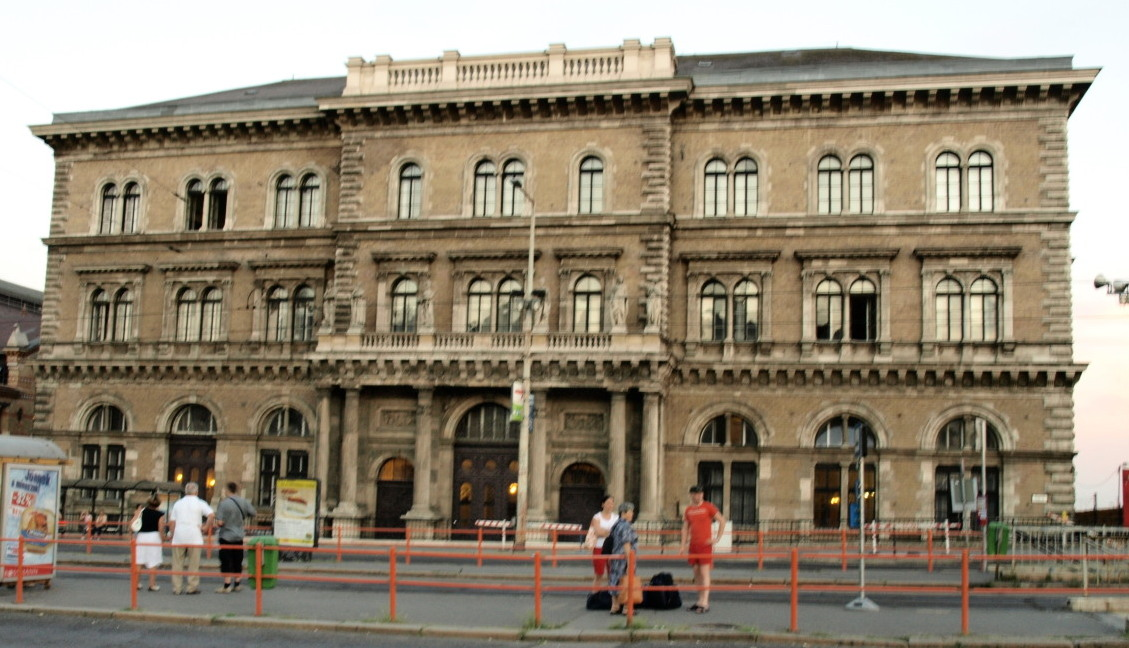
A Budapesti Corvinus Egyetem főépülete a Vámház körút felől nézve

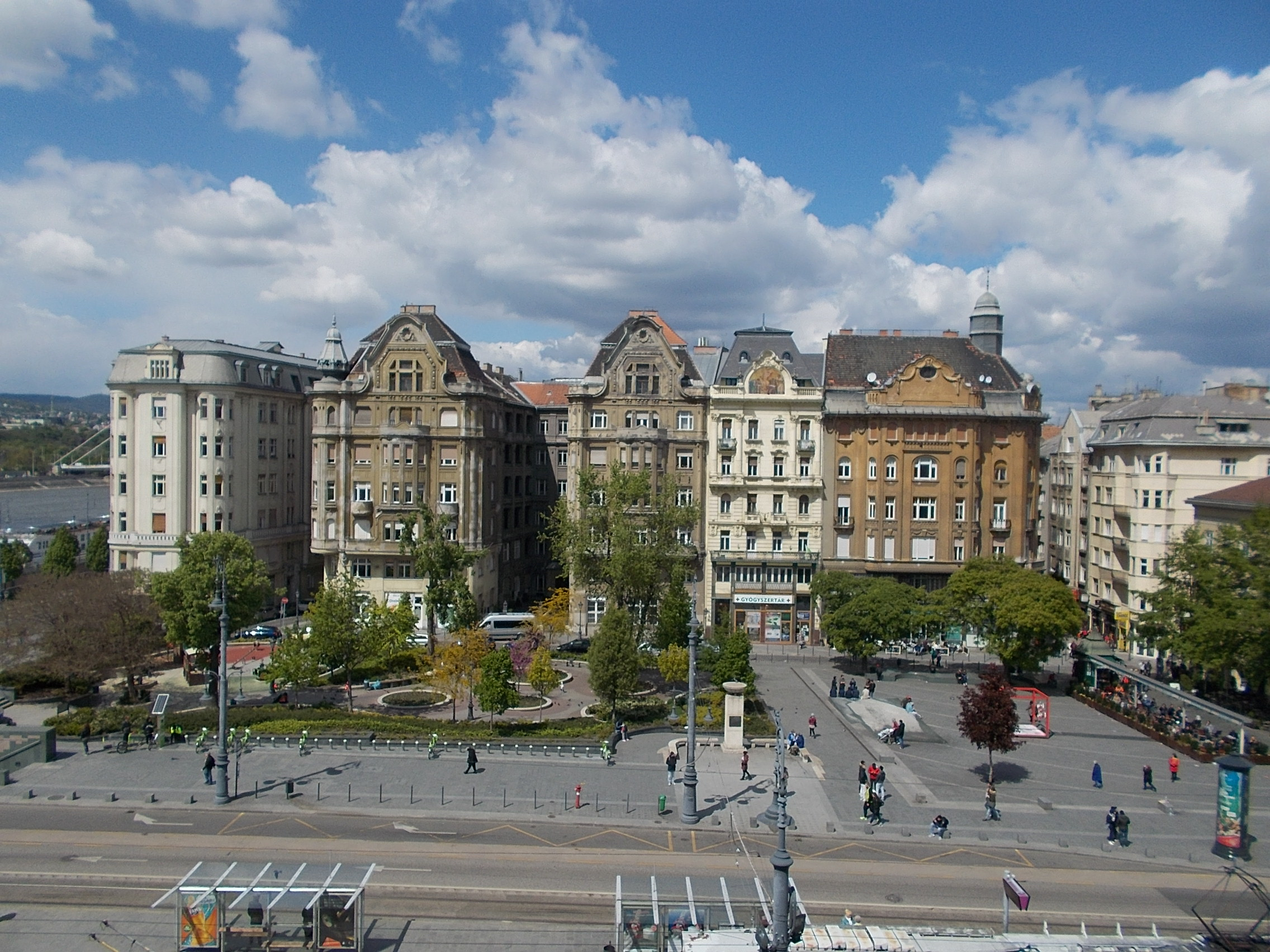
A tér északi oldalának házsora

A Fővám tér Budapest V. (Belváros) és IX. kerületének (Belső-Ferencváros) határán, a Szabadság híd pesti hídfőjénél található.

## Határai
A tér a Dunától a Váci utca – Pipa utca vonaláig terjed. A házszámok 1.-től 6.-ig az V. kerülethez, a többiek a IX. kerülethez tartoznak. Érinti a Belgrád rakpart, a Molnár utca, a Váci utca, a Pipa utca, a Sóház utca, a Csarnok tér, a Közraktár utca és a Salkaházi Sára rakpart.

## Története
1817-ben Salzplatz, az 1850-es években Sóház tér, 1866-tól Só tér volt a neve, mivel a Só utca és a mai Fővám tér között állt a sóhivatal, ill. a sóraktár. A sótisztek lakásai a mai tér és az egykori Három pipa utca sarkán voltak. 1870 és 1874 között építették a kétemeletes Fővámházat, amit Ybl Miklós tervezett, neoreneszánsz stílusban. Ma ez a palota a Corvinus Egyetem központi épülete. A Fővárosi Közmunkák Tanácsa annak átadásakor róla nevezte el a teret. A második világháború után, 1949 és 1991 között Dimitrov térnek hívták. A névadó Georgi Dimitrov bronzszobrát, amit 1954-ben Jordan Kracsmarov készített, 1992-ben a budatétényi Szoborparkba helyezték át. A 2-es villamos első aluljárója 1951-ben készült el. A tér felszíne a mai formáját a 4-es metró megállójához 2007-2009 között felépült második aluljáróhoz kapcsolódó tereprendezés során kapta. Az aluljáró kivitelezésével azonos időben műemléki rekonstrukción esett át a Szabadság híd.

## Megközelítése
A tér a Szabadság híd pesti lábánál terül el, folytatása a Vámház körút a Kálvin tér felé. Észak-déli irányban a Pesti alsó rakparttól könnyen elérhető. 2014 óta az M4-es metró állomása is itt található, ami a tér alatt elterülő aluljáróba torkollik. A pesti rakparti villamosok (2, 2B, 23) innen, míg a kiskörúti villamosok (47, 48, 49) a felszínen érhetők el. A Központi Vásárcsarnok előtt található a 15-ös busz megállója, valamint a 83-as trolibusz végállomása, de az éjszakai órákban a 934-es, 979-es és 979A buszok is megállnak itt.